# Olympia Eisstadion Innsbruck
De ijsbaan van Innsbruck is het Olympia Eisstadion. De baan werd gebouwd voor de Olympische Winterspelen van 1964 en werd ook gebruikt voor de Spelen van 1976. De enige wereldrecords die op de ijsbaan werden gereden waren op de juniorenkampioenschappen van 1982 op de 3000 en 5000 meter, beide van Geir Karlstad.

## Grote wedstrijden
Internationale kampioenschappen
- 1964 - Olympische Winterspelen
- 1970 - EK allround mannen
- 1974 - WK sprint
- 1976 - Olympische Winterspelen
- 1982 - WK junioren
- 1990 - WK allround mannen
- 2005 - Winteruniversiade
- 2007 - WK junioren
- 2012 - Olympische Jeugdwinterspelen
- 2022 - WK junioren

Wereldbekerwedstrijden
- 1985/1986 - Wereldbeker 9 allround mannen
- 1986/1987 - Wereldbeker 3 allround mannen (dag 2)
- 1987/1988 - Wereldbeker 4 mannen
- 1988/1989 - Wereldbeker 7 mannen
- 1989/1990 - Wereldbeker 6 mannen (dag 1)
- 1990/1991 - Wereldbeker 6 mannen (dag 2)
- 1992/1993 - Wereldbeker 4 mannen
- 1993/1994 - Wereldbeker 4 allround
- 1994/1995 - Wereldbeker 6
- 1995/1996 - Wereldbeker 7 sprint
- 1996/1997 - Wereldbeker 9 sprint
- 1997/1998 - Wereldbeker 7 allround
- 1998/1999 - Wereldbeker 5 allround
- 1999/2000 - Wereldbeker 5 sprint
- 2001/2002 - Wereldbeker 2 allround

## Exploitatie
De exploitant (Olympia Sport- und Veranstaltungszentrum Innsbruck GmbH) ontving een subsidie van € 1.843.462 (waarvan in € 1.600.000 in 2016 en € 243.462 in 2020) vanuit de federale overheid van Oostenrijk, in het kader van een subsidieregeling voor sportinfrastructuurmaatregelen, voor de vernieuwing van de ijsring van de buitenbaan.